# Dean Smith
Finis Dean Smith (Breckenridge, 15 de janeiro de 1931 - 24 de junho de 2023) foi um ex-velocista e campeão olímpico norte-americano.
Vencedor dos 100 m rasos da Amatheur Athletic Association em 1952, integrou a equipe de velocistas dos Estados Unidos nos Jogos Olímpicos de Helsinque 1952. Chegou um quarto lugar na final dos 100 m e integrou o revezamento 4x100 m, com Harrison Dillard, Lindy Remigino e Andy Stanfield, que conquistou a medalha de ouro.
Após a carreira no atletismo e a formatura na Universidade do Texas, jogou futebol americano profissionalmente nos Los Angeles Rams e nos Pittsburgh Steelers mas nunca participou de um jogo da temporada regular. Encerrando sua participação nos esportes, passou a trabalhar como cowboy em rodeios profissionais e como dublê em filmes para Hollywood; nesta última atividade, apareceu em filmes clássicos de faroeste como Álamo, A Conquista do Oeste e Os Comancheros, todos estrelados por John Wayne, e em séries de televisão, sempre ligadas ao oeste, como Gunsmoke, Maverick e Walker, Texas Ranger, esta última estrelada por Chuck Norris.
Em 2007 recebeu o Silver Spur Award por sua contribuição ao cinema como um dos melhores dublês do negócio do entretenimento.